# Сотрудничество католической церкви с усташами

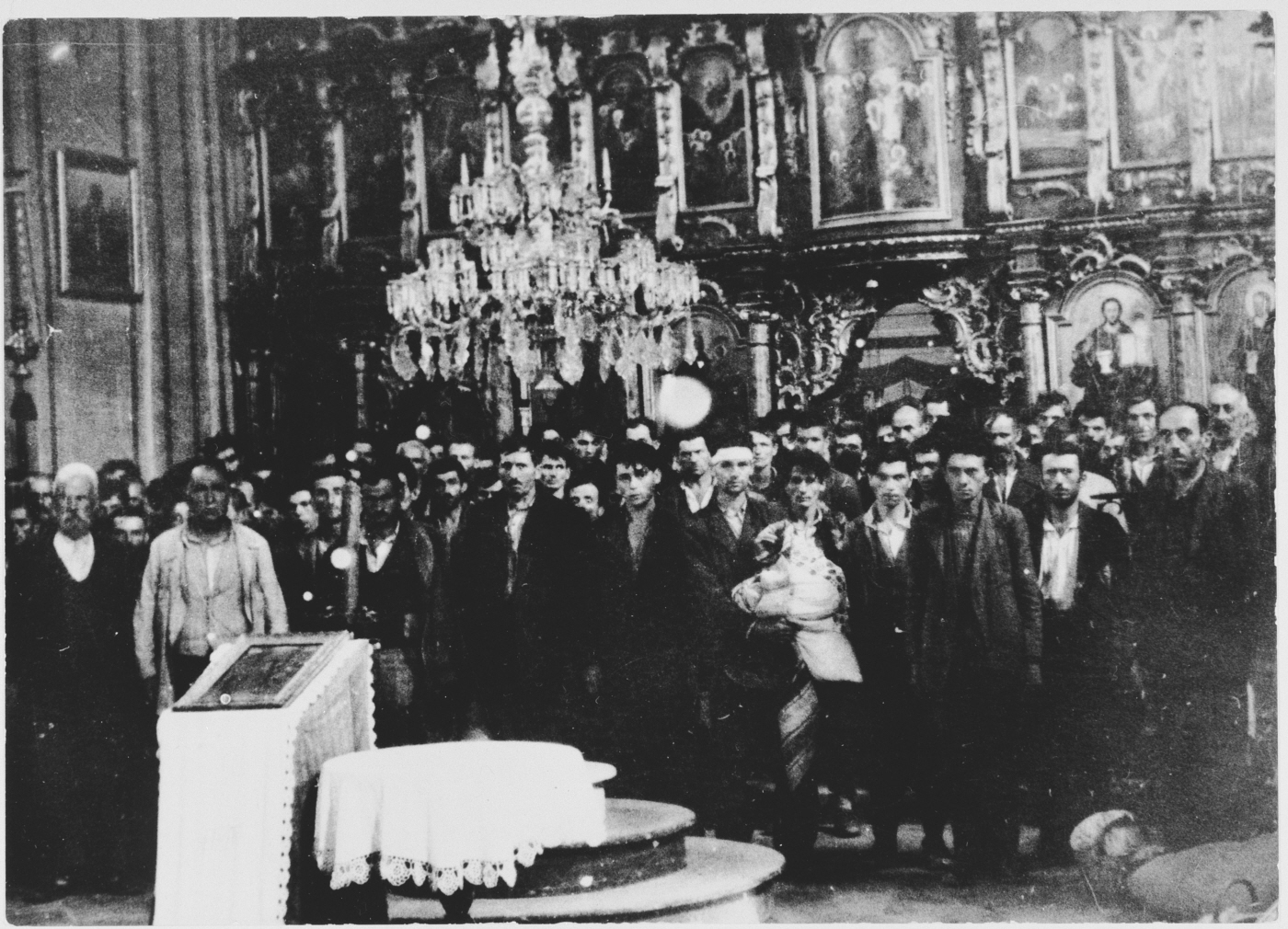
Насильное крещение сербов усташами в Глине

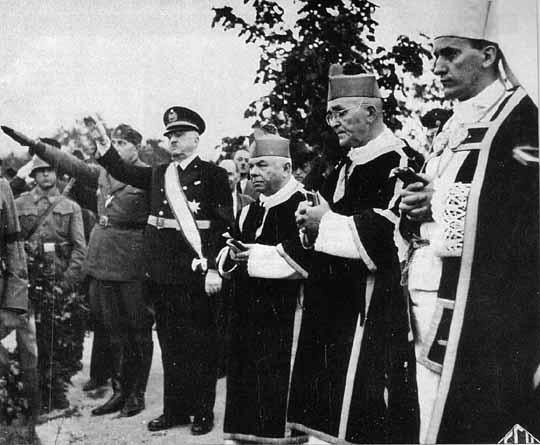
Католические священники во главе с Алоизие Степинацем приветствуют офицеров СС

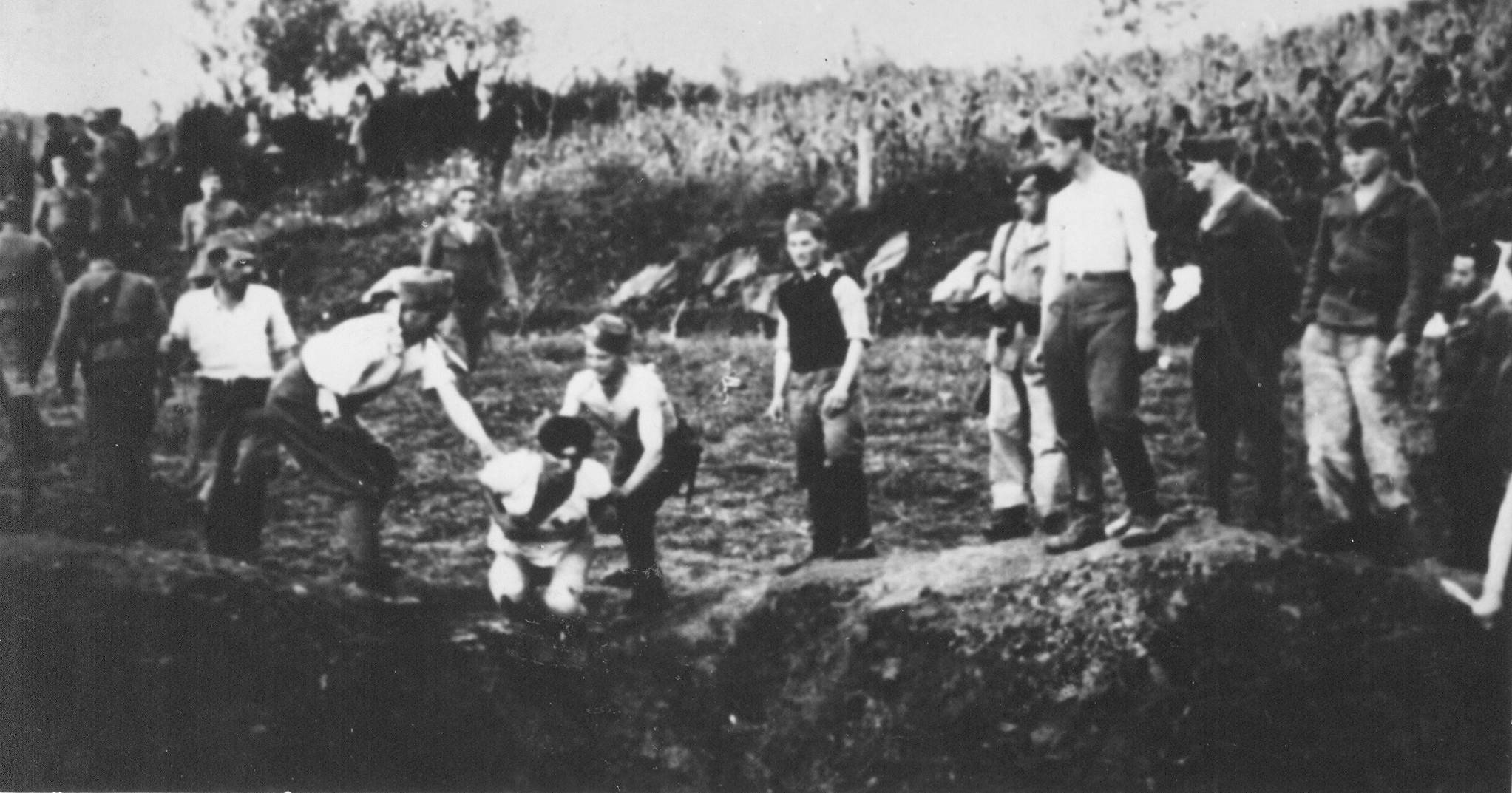
Расправа над узниками лагеря смерти Ясеновац, учинённая Мирославом Филиповичем, которого после войны за преступления лишили церковного сана и повесили в монашеской сутане

Римско-католическая церковь обвиняется многими в сотрудничестве с хорватским радикальным националистическим движением усташей, управлявших в годы Второй мировой войны марионеточным Независимым государством Хорватии и развязавших холокост и геноцид сербов. Несмотря на то, что Ватикан де-юре не заявлял о своей поддержке усташей, а ряд деятелей католической церкви занимался спасением евреев и сербов от массовых убийств и экстрадиций, Святой Престол обвинялся и продолжает обвиняться не только в бездействии и нежелании спасти гражданское население от геноцида, но и в негласной поддержке усташей. По подсчётам, за годы войны от рук усташей по разным оценкам погибло от 197 до 800 тысяч человек.

## Предыстория
Хорватия с 1527 по 1918 год находилась в составе Габсбургской империи. На её территории проживало множество народов, исповедовавших различные религии и разговаривавших на разных языках. Крупнейшими народами Хорватии были собственно хорваты, придерживавшиеся католического вероисповедания, и сербы, преимущественно православные. Господствующие политические убеждения в этих двух этнических группах также различались — хорваты рассматривали страны Западной Европы и саму Австрию как своих защитников, в то время как сербы считали своим покровителем во внешней политике Российскую империю. Попытка объединения двух народов ради создания единого славянского государства, свободного от германского и венгерского влияния, началась с рождением идеологии иллиризма, из которой выросла идеология панславизма.
К Первой мировой войне Австрия подходила с серьёзными внутринациональными противоречиями, которые обострялись по ходу войны. Большая часть хорватов мечтала после краха Австро-Венгрии создать своё независимое государство, в то время как остальные хорваты и все сербы мечтали присоединиться к Сербии или создать единое славянское государство на Балканах. Образование Королевства сербов, хорватов и словенцев не оправдало мечты многих хорватов, даже несмотря на гарантированное равноправие всех трёх народов, упомянутых в названии новой страны. Хорватская партия права боролась сначала за расширение автономии Хорватии и прав хорватского населения, а затем стала выступать и за полный выход из королевства. Хорватская эмиграция образовала так называемый Хорватский комитет, управлявший действиями в этом направлении. Однако в 1929 году король Александр I Карагеоргиевич фактически ввёл диктатуру, запрещавшую какие-либо движения за автономию, и переименовал страну в Югославию.
В ответ на действия властей группа хорватских националистов образовала движение усташей, которое возглавил Анте Павелич. На помощь новому движению пришла Италия, у которой тоже были свои разногласия с Югославией. Движению усташей приписывается убийство Александра I в 1934 году, хотя исполнителем был Владо Черноземский, агент македонской националистической организации ВМРО. После гибели Александра к власти пришёл принц-регент Павел Карагеоргиевич, который был более мягким по сравнению с предшественником и стал оказывать посильную помощь хорватскому населению в реализации своих прав. Хорватская крестьянская партия во главе с Владко Мачеком сумела добиться заключения соглашения, по которому образовывалась Хорватская бановина, обладавшая широкой автономией.
Соглашение не только не удовлетворило усташей, но и усилило их желание добиться независимости для Хорватии: они расценили соглашение как первый шаг на пути к выходу из состава Югославии. Сорванное вступление Югославии в блок «оси» и последовавший разрыв отношений с гитлеровской Германией стал сигналом для усташей: Гитлер, расценивший отказ Югославии от вступления в блок «оси» как предательство, фактически дал усташам надежду на реализацию их планов. 6 апреля 1941 года Германия вступила в войну против Югославии и Греции. В Хорватии у югославских военных властей возникли наибольшие сложности с проведением мобилизации, поскольку явка призванных была очень низкой. Более того, ряд военачальников и солдат открыто стали переходить на сторону оккупантов: так, 3 апреля 1941 года хорватский полковник Владимир Крен перелетел в Грац и передал немцам подробную информацию о югославских вооружённых силах, в том числе данные о дислокации тайных авиабаз; ещё до начала войны два полка в Бьеловаре, которые были сформированы из местных хорватских резервистов, подняли бунт, блокировали Бьеловар и потребовали капитуляции гарнизона, угрожая в противном случае убить всех живущих в городе и окрестностях сербов и членов семей офицеров. После капитуляции Югославии её разделили страны-победительницы: на руинах королевства было создано марионеточное Независимое государство Хорватия, куда входили Босния и Герцеговина, а также часть Далмации, которую решили не передавать Италии. Фактическим руководителем государства стал Анте Павелич, хотя юридически им должен был править назначенный король Томислав II. Мачек, несмотря на долгожданное провозглашение независимости Хорватии, решил не поддерживать прогитлеровский режим. Павелич стал верным союзником Гитлера. Однако энтузиазм, возникший после провозглашения независимости, сошёл на нет, поскольку страна была под контролем немцев и итальянцев. Усташи, стремясь создать этнически чистое государство, объявили вне закона сербов, евреев, цыган и вообще все народы, не поддерживавшие режим усташей (под удар попала и часть представителей хорватского народа).

## Деятельность римско-католической церкви в НГХ

### Создание и признание
По мнению историка Майкла Фэйера, отношения Хорватии с Ватиканом были не менее важны, чем отношения с Германией. Павелич был ярым сербофобом и ревностным католическим фанатиком, считая католицизм неотъемлемой частью хорватской культуры. Однако ряд других историков считает, что Святой Престол считал Павелича слишком амбициозным и нетерпеливым: исследователь католического движения Питер Гебблтуэйт писал, что Павелич с нетерпением ждал благословения от Ватикана на свою политическую деятельность, чего, однако, не предвиделось в ближайшее время. Секретарь Государственного секретариата Ватикана Джованни Монтини, будущий папа римский Павел VI, предупреждал Павелича, что Святой Престол может не признать государство, которое устанавливает границы путём военного решения, а также выступал против поспешного назначения короля Хорватии. Предложенная королём Италии Виктором Эммануилом III кандидатура герцога Сполето была раскритикована Монтини: папа, по его словам, не мог общаться с герцогом, пока тот не коронуется официально; при этом Монтини разрешил папе пообщаться с Павеличем.
Отношения с Ватиканом, по словам Фэйера, для усташей были важны не менее, чем отношения с Германией: поддержка Ватикана могла стать ключом для усиления поддержки Хорватии на внешнеполитической арене. Степинац, видевший в независимости Хорватии освобождение из «тюрьмы», которой он называл югославское государство с большой долей сербского населения, удостоился аудиенции у Пия XII, во время которой он многократно упоминал Павелича. Из стенограммы разговора, составленной Монтини, следует, что Ватикан был готов признать Хорватию только после окончания войны и заключения мирного договора, и то это не было гарантией, поскольку часть католиков могла возмутиться подобным поступком, а мнение этой части, по словам Пия XII, также следовало уважать.
Фэйер писал, что Павелич был принят папой римским в мае 1941 года, уже став правителем Хорватии. Тогда же Павелич и его усташские лейтенанты получили благословление, как оказалось, на «неописуемый геноцид в их новой стране». Ватикан формально не признавал новое государство, но чтобы не обмануть усташей, отправил в Хорватию своего апостольского делегата — монаха-бенедиктинца Джузеппе Марконе. Павелича подобный поступок вполне удовлетворил, и кардинал Степинац почувствовал, что Ватикан фактически признал Хорватию независимой, но папа отказался устанавливать дипломатические отношения с усташами и встретился с Павеличем снова в 1943 году. Позднее мировое сообщество осудило переговоры Пия XII с усташами, а один из сотрудников министерства иностранных дел Великобритании даже назвал понтифика «крупнейшим моральным трусом современности».
Ватикан, по мнению усташей, должен был помочь одолеть коммунизм и крестить более 200 тысяч сербов, которые якобы отреклись от истинной католической веры и обратились к сербскому православию — по словам Алоизие Степинаца, к величайшим «схизматикам». Степинац, приветствовавший независимость страны в своём письме в апреле 1941 года, призывал с самого начала строить католическое государство, ради чего одобрял идею насильственного крещения сербов в католицизм. Хотя он часто говорил в своих речах, что решать национальные вопросы путём кровопролития нельзя, однако при этом имел в виду только защиту евреев от особенно радикальных усташских деятелей. Моральная сторона обращения хорватов с сербами его не особенно сильно волновала: он был больше озабочен тем, что менталитет уже крещёных сербов может не адаптироваться к новой обстановке и даже привести к очередному расколу в церкви.

### Идеология
Вопрос в отношении сербского православного населения хорваты предлагали решить радикальным образом: одну треть насильно крестить в католичество, ещё одну треть выслать из страны, оставшуюся треть — уничтожить физически. Первым, кто это заявил, стал Миле Будак, выступавший за союз с мусульманами в борьбе против православных. Известно его высказывание «Независимое государство Хорватия — государство двух религий, римско-католической и исламской», которое впервые появилось в газете «Хрватски народ», № 143 от 7 июля 1941 года. Все журналы и газеты Загреба опубликовали в тот же день предупреждение, чтобы в течение 12 часов все православные сербы покинули город, в противном случае все оставшиеся будут убиты на месте.
Министр Милован Жанич заявлял, что между католиками и православными не может быть никакого компромисса, и с первых дней говорил о том, что территория НГХ должна быть полностью очищена от малейших следов пребывания сербов. Память о том, что здесь когда-то жил православный народ, необходимо было вытравить из умов людей и стереть с лица земли. 3 июня 1941 года газета «Нови лист» опубликовала его речь:

Усташи!
Знаете, я говорю откровенно: эта держава, эта наша родина должна быть хорватской и ничьей больше. И вот поэтому тех, кто сюда пришёл, вам надо изгнать.
На протяжении столетий и особенно последних двадцати лет стало очевидно, что никакого компромисса быть не может. Эта земля должна принадлежать хорватам и никому другому, и нет методов, которые мы, усташи не сможем использовать; поэтому мы начнём строить настоящую Хорватию и очистим её от сербов, которые угрожали нам столетиями и могли бы нас уничтожить при первом же случае.
Мы не скрываем, что это политика нашего государства, и когда мы будем так поступать, то будем следовать только тому, что говорят усташские начала.

### Участие в усташском терроре
Множество хорватских националистов-клерикалов одобряли намерения по уничтожению или насильственному окатоличиванию сербов, цыган и евреев. Алоизие Степинац, изначально не воспринимавший всерьёз насильственное крещение, вскоре стал в своих речах призывать к борьбе со следами православия в Хорватии и одобрять совершаемые усташами убийства. Первая волна убийств прокатилась летом и осенью 1941 года, хотя концлагеря появились уже в апреле 1941 года. С июня в стране действовал закон об учреждении специальной сети тайных агентов, которые могли бы обнаруживать этнические и религиозные меньшинства и сообщать информацию властям о них.
Усташские преступления против евреев и сербов отличались сильно от немецких способов решения еврейского и славянского вопросов. Нацисты предполагали окончательное решение еврейского вопроса путём «натиска на Восток» и избавления от евреев при помощи айнзацгрупп; усташи же собирались объединить хорватов и мусульман, которые должны были стать титульными нациями в новом государстве, с целью уничтожения всех иноверцев и иноземцев и присвоения всего их имущества. Это вылилось в настоящий террор, подобного которому ещё не было на Балканах. Сербы были перепуганы настолько, что им оставалось только бежать в оккупированную немцами Недичевскую Сербию или принять католицизм. Усташское правительство оставило большую часть католического духовенства на территории страны для реализации второго сценария.
По словам Ричарда Эванса, исследователя Холокоста, в концлагере Ясеновац среди охранников и руководства было очень много францисканцев. Фэйер писал, что многие религиозные деятели прямо или косвенно участвовали в карательных операциях и расправах над иноверующими и иноземцами, что подтверждается трудами католиков Коррадо Дзоли (Италия) и Ивлина Во (Великобритания). Францисканец Мирослав Филипович стал самым известным в списке печально прославившихся францисканцев, которые сотрудничали с усташами. Он был комендантом Ясеноваца и за свою невыносимую жестокость получил прозвища «Дьявол из Ясеноваца» и «Брат Сатана». В Ясеноваце погибло, по разным данным, от 49,6 до 600 тысяч человек. Эванс пишет, что Филипович в течение трёх месяцев руководил расстрельными командами и палачами. Францисканцы в 1942 году изгнали его из ордена за преступления против гражданского населения, но он продолжал носить монашескую одежду и был же в ней повешен после войны по приговору югославского суда.
Ещё одним печально известным католическим священником, прославившимся своей ненавистью к евреям, был Иван Шарич. Он занимал должность архиепископа Врхбосны (Сараево) и конфисковывал всю частную собственность, принадлежавшую евреям, используя её в своих целях. За подобные преступления его так и не осудили. Шарич писал в своих статьях следующее:

Есть предел любви. Движение за освобождение мира от евреев — движение за обновление человеческого достоинства. Всезнающий и всемогущий Господь стоит за этим движением.

В числе других известных католических священников, поддерживавших политику Павелича, были его личный телохранитель Иван Губерина, возглавлявший Хорватское католическое движение (своеобразное Католическое действие в Хорватии); начальник службы безопасности Сараево Божидас Брало, инициировавший еврейские погромы; усташский комиссар в Боснии и Герцеговине Юре Францетич, следивший за порядком в Боснии и боровшийся с инакомыслящими. Жестокостью отличались и высказывания других священнослужителей: так, Мате Мугос призывал духовенство отложить в сторону молитвенник и взять револьвер, а Дионосий Юричев в газете Novi list писал, что убийство ребёнка старше семи лет не является грехом. Фэйер, подводя итог, писал, что усташский геноцид сербов является не менее страшным преступлением, чем Холокост, а позиция католичества во Второй мировой войне является неоднозначной: если в Польше католики были жертвами террора, то в Хорватии они стали его зачинщиками и исполнителями.
В 2000 году была образована Международная комиссия экспертов за истину о Ясеноваце. На одном из её заседаний в Нью-Йорке велась речь о причастности католического духовенства к преступлениям: было сообщено, что около 1400 католических священников из Хорватии непосредственно были причастны к убийствам, о чём говорил один из членов комиссии — профессор Лондонского университета антрополог Срболюб Живанович. Его заявления были опубликованы в газете «Политика» 3 июля 2002. Всех жертв усташского террора, погибших от рук католических духовников, епископ Николай (Велимирович) вписал в церковный календарь в день 31 августа как «семьсот тысяч пострадавших за православную веру от рук римских крестоносцев и усташей во время Второй Мировой войны». Он осуждал деяния усташей, говоря, что их жестокостью восхищались бы не только в Риме, но и в аду.

### Противники усташского террора
Несмотря на большое количество католических деятелей, призывавших к насилию, были и те, кто не признавал насилие усташей и осуждал его. Архиепископ Загреба Алоизие Степинац, одобривший первоначально независимость и поддержавший политику усташей, вынужден был начать принимать меры по спасению сербов и евреев от полного истребления в стране (так он стал обращать их в католичество). Павелич даже жаловался Иоахиму фон Риббентропу на то, что Степинац не поддерживал режим усташей, в отличие от обычных священников, поскольку опасался возмущения со стороны Ватикана. Даже самые ревностные католики порой выступали против политики насилия и истребления. Гебблтуэйт писал, что Ватикан пытался усилить позиции Степинаца, который отвергал насильственное крещение и жестокость и выявлял даже в своём окружении сторонников геноцида. Так, с июля по октябрь 1943 года Степинацем был арестован 31 священник, который участвовал в массовых убийствах по всей Хорватии.
Мартин Гилберт писал, что Степинац лично участвовал в спасении группы евреев, однако есть свидетельства, что его инициативу поддерживали и другие. Так, важную роль в спасении евреев от усташей сыграли Алоизие Мишич, епископ Мостарский (в одном из своих писем он возмущался бездействием Степинаца по поводу еврейских и сербских погромов в городе) и Грегорий Рожман, епископ Люблянский, который обращал евреев в католицизм и укрывал их у себя, а при помощи иезуита Пьетро Такки Вентури даже предоставлял им покровительство от итальянских гражданских деятелей.
Посол Германии в Хорватии Зигфрид Каше заподозрил неладное с самого начала существования НГХ и пожаловался Берлину, что итальянцы не стремятся решать еврейский вопрос, поскольку на них слишком давит Ватикан. Ряд апостольских делегатов действительно занимался спасением евреев: делегат Пия XII в Загребе Джузеппе Марконе лично спас около тысячи хорватских евреев, состоявших в смешанных браках; делегат в Турции Анджело Ронкалли (будущий папа римский Иоанн XXIII) помог многим евреям выбраться в Палестину и позднее неоднократно говорил, что следовал распоряжениям Пия XII.
«Яд ва-Шем» признал 109 хорватов праведниками мира. Среди них много католических священников и монахов, в числе которых сестра Цецилия (в миру Йозица Юрин), сестра Каритас (в миру Мария Пирович), сестра Амадея Павлович и отец Драгутин Йесич (последний был убит).

### Насильственное крещение
Пока правительство Павелича преследовало сербов, евреев, мусульман и даже фольксдойче-протестантов, католическое духовенство решило исполнить план по окатоличиванию сербов. 14 июля 1941 года Министерство внутренних дел Хорватии дало распоряжение Хорватскому епископату начать пропаганду перехода в католичество, но при этом представители сербской интеллигенции, православные священники, а также богатые купцы и ремесленники лишались права принять католичество: их планировалось истребить, в том числе и тех, кто обратится в католицизм. Хорваты конфисковали земли Сербской православной церкви и сами храмы, переделав их в католические. Степинац, узнав об этом, высказал своё недовольство и в июле 1941 года, по словам Фэйера, пожаловался Павеличу, осудив депортацию евреев и сербов. Позднее он всё-таки поддержал массовое окатоличивание, объяснив это тем, что сербы таким образом могут избежать расправы.
Агенты спецслужб Третьего рейха, изучавшие деятельность католического духовенства, позднее сделали выводы, что церковь в общем и целом смотрела на преступления усташей и их сообщников сквозь пальцы и почти не высказывала свои возражения против насильственного окатоличивания сербов.

## Роль католического руководства

### Архиепископ Степинац

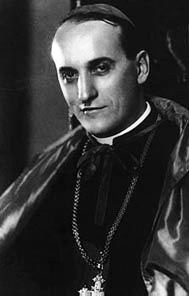
Позиция Алоизие Степинаца неоднозначна: поддерживая независимость Хорватии, он нередко осуждал насилие в отношении сербов и евреев.

В 1934 году назначенный на должность архиепископа Загреба Степинац стал самым молодым католическим епископом в мире. Он был освобождён от жёсткого контроля Ватикана, получив полномочия не дать усташскому режиму прийти к власти или подготовить вторжение. Однако и его контроль над местным духовенством не был полным. Историк Холокоста Мартин Гилберт писал, что Степинац уже с самого начала дней войны начал действовать вопреки официальной государственной политике, спася группу евреев в старом доме. Поддержавший усташей Степинац выступал за создание хорватского национального католического государства, поскольку Югославия, не оправдавшая обещаний в равноправии между всеми её народами, превратилась с его точки зрения в тюрьму. Ватикан не разделял энтузиазма Степинаца, не признав новое государство и отправив туда вместо нунция только своего апостольского делегата Джузеппе Марконе. Но даже этого Степинацу хватило, чтобы удостовериться в поддержке Ватикана, ибо тот фактически признавал независимость Хорватии, а Марконе получал все права нунция.
С мая 1941 года в поведении Степинаца стали проявляться антиусташские нотки: пока летом и осенью по стране прокатывалась волна насилия, тот вынужден был отступать от ряда своих убеждений, но порвать с усташами и уйти в сопротивление он не мог. Фэйер писал, что Степинац фактически даровал усташам презумпцию невиновности, а сам решил молчать о своей позиции. В ноябре 1941 года Степинац созвал синод хорватских епископов, который призвал Павелича быть максимально гуманным к евреям в условиях присутствия немецких войск в стране. Ватикан поддержал начинания синода и попросил Марконе молиться о спасении граждан еврейского происхождения, а Пий XII позднее лично благодарил синод за отвагу и решительность, проявленную при помощи нуждающимся.
По словам израильского историка Менахема Шелаха, синод призывал защищать только крещёных евреев, а в отношении православных сербов и оставшихся в иудаизме евреев ничего подобного никто предпринимать не собирался, а Степинац решился выступить открыто против массовых убийств других национальностей только в середине 1943 года. Представитель папского секретариата Доменико Тардини списал прокатившуюся волну насилия на «болезни роста нового режима» в Риме. С другой стороны, американский историк Рональд Рыхляк отмечает, что Степинац, получив указания из Рима, официально осудил жестокие действия правительства ещё раньше, выступив 24 октября 1942 года с официальной речью и заявив:

Все люди и все расы — дети Господа, все без исключения. Те, кто являются цыганами, чернокожими, европейцами или арийцами, имеют одинаковые права… По этой причине Католическая Церковь всегда осуждала и осуждает любую несправедливость и любое насилие, совершённое во имя классовой, расовой или национальной теории. Недопустимо преследовать цыган или евреев из-за убеждений, что они низшая раса.

Associated Press, по словам того же Рыхляка, указывала на Степинаца как критика нацистского марионеточного режима, от рук которого погибли «десятки тысяч сербов, евреев, цыган и хорватов», и раздражителя для Павелича, которому отказали во встрече с понтификом в Риме.
Архиепископа Загреба нацисты и усташи презрительно называли «другом еврейства» (нем. judenfreundlich), а сам он даже боролся в своей епархии с призывавшими к геноциду. Майкл Фэйер отмечает, что Степинац впервые выступил против массовых убийств в середине 1942 года, заступившись за цыган и евреев. Через год в Загреб прибыл Генрих Гиммлер, который проверял, как решается «еврейский вопрос», и Алоизие стал угрожать Павеличу: «Католическая Церковь не боится мирской силы, каковой бы та ни была, если необходимо защищать основные права человека». А когда Андрия Артукович приказал депортировать евреев и сербов, апостольский делегат Марконе и архиепископ Степинац стали протестовать против подобного решения. Согласно Фэйеру, Ватикан лично приказал архиепископу любой ценой спасти как можно больше евреев на фоне грядущих депортаций, но даже этого оказалось недостаточно, чтобы серьёзно повлиять на Павелича.

### Роль Ватикана
По свидетельствам Майкла Фэйера, Степинац и Ватикан прекрасно знали об убийствах, совершаемых усташами. Журналист Джон Корнуэлл признаёт, что Пий XII знал о зверствах, но не предпринимал никаких усилий с целью прекращения убийств и вместо этого занимался борьбой с окончательным решением еврейского вопроса в Северной Европе. Более того, Пий XII испытывал определённую симпатию к хорватским националистам. В ноябре 1939 года в Риме состоялось паломничество по случаю 50-летия причисления к лику святых хорватского монаха-францисканца Николая Тавелича, на котором Пий XII выразил поддержку действиям усташей как влияющим на ход всей мировой истории. Степинацу он неоднократно повторял слова папы Льва X о том, что Хорватия — оплот христианства, намекая на то, что сербы были не истинными христианами, а вероотступниками, и ожидал от того содействия в установлении «гармоничных» отношения между сербами и хорватами в новом государстве.
Будущий папа римский Павел VI (тогда ещё заместитель государственного секретаря Святого Престола Джованни Монтини) обязался следить за событиями в Хорватии и Польше. Во время ежедневных отчётов в 1941 году он однажды сообщил Пию XII, что слышал о зверствах усташей. В марте 1942 года он обратился к представителю усташей в Ватикане с просьбой объяснить, могли ли подобные бесчинства иметь место, в ответ на что усташ назвал это «ложью и пропагандой». Монтини пообещал внимательно изучать дальнейшую информацию. Доменико Тардини позднее говорил представителю усташей, что Ватикан будет закрывать глаза на преступления против гражданского населения по той причине, что «Хорватия — молодое государство, а молодёжь часто допускает ошибки в своём возрасте, поэтому здесь нет ничего удивительного».
В апреле 1942 года Степинац прибыл в Рим и получил девятистраничный документ-компромат о различных неприглядных действиях Павелича. Совершаемые в Хорватии зверства в документе были названы «аномалиями», о которых Павелич не знал или не давал на них санкции (документ хранился некоторое время в специальном Архиве Святого Престола вместе с актами времён Второй мировой войны, но потом оттуда был изъят). Ватикан предложил Степинацу не рисковать и попытаться по-хорошему остановить Павелича, пока папа не лишил лидера Хорватии благословения и не поставил независимость страны под угрозу. По свидетельству Эжена Тиссерана, будущего декана коллегии кардиналов, Ватикану были известны имена всех священнослужителей, причастных к массовым убийствам и выселению сербов и евреев, и их необходимо было наказать соответствующим образом, чтобы смыть позор церкви. Но Пий XII отказался осуждать режим и предпринимать меры против священников, присоединившихся к бойне, поскольку это могло расколоть Католическую церковь в Хорватии и даже разрушить само государство.
Майкл Фэйер показывает, что у Ватикана были лишь поверхностные знания о геноциде его польской паствы, зато о ситуации в Хорватии им было известно абсолютно всё благодаря стараниям Алоизия Степинаца. Государственный секретарь Луиджи Мальоне проинструктировал нунция Марконе следующим образом: «Если Ваше Высокопреосвященство найдёт подходящую возможность, вам следует дать непубличную рекомендацию, чтобы это не походило на официальное обращение, о том, что по отношению к евреям на хорватской территории следует проявлять сдержанность. Ваше Преосвященство должно следить за тем, чтобы […] впечатление лояльного сотрудничества с гражданскими властями постоянно сохранялось». Ватикан таким образом ограничивался только дипломатическим давлением на правительство усташей и не пытался открыто их осудить. Однако, по мнению Рональда Рыхляка, Ватикан поступал так не всегда и не везде: с 1941 по 1944 годы он отправил четыре официальных письма и выразил огромное количество протестов в адрес Первой Словацкой республики. В письме от 7 апреля 1943 года Пий XII писал:

Святой Престол всегда питал твёрдую надежду, что словацкое правительство, учитывая также чувства своего собственного народа, почти исключительно католиков, никогда не займётся насильственным изгнанием лиц, принадлежащих к еврейской расе. Поэтому Святой Престол с великой болью узнал о продолжении действий такого рода на территории республики. Эту боль усиливают различные сообщения о том, что словацкое правительство намеревается полностью изгнать еврейское население Словакии, не щадя ни женщин, ни детей. Святой Престол не был бы достоин своего божественного предназначения, если бы не осудил эти действия, которые грубо нарушают естественное право людей лишь по той причине, что они принадлежат к определённой расе.

На следующий день Святой Престол получил сообщение от своего представителя в Болгарии с просьбой принять меры по защите еврейских граждан, которым грозила депортация. Секретарь Еврейского агентства по делам Палестины вскоре встретился с архиепископом Анджело Ронкалли (будущим папой Иоанном XXIII), чтобы выразить благодарность Святому Престолу за счастливый исход дела в отношении сынов Израиля в Словакии. В октябре 1942 года о болезненной ситуации хорватских евреев в Хорватии Ватикан сообщил своим загребским представителям и призвал их уговорить правительство НГХ изменить отношение к еврейскому населению. В заметках государственного секретаря Святого Престола пишется, что к январю 1943 года Ватикан всё же сумел временно приостановить депортацию евреев из Хорватии, но при этом на него стала давить Германия. 6 марта 1943 года Святой Престол отправил ещё одно распоряжение своим представителям в Загребе — продолжать и дальше оказывать помощь евреям.

### Аудиенция Павелича
Джон Корнуэлл пишет, что 18 мая 1941 года Павелич прибыл в Рим с целью заключить договор с Муссолини о предоставлении Италии права на управление несколькими хорватскими городами и округами на Далматинском побережье. В эти же дни Павелич добился права на аудиенцию у Пия XII, что фактически стало признанием Святым Престолом независимости Хорватии, к тому же аббат Джузеппе Марконе был назначен апостольским делегатом в Загребе. Корнуэлл не уверен, были ли известны Ватикану подробности о преступлениях против национальных меньшинств, совершённых усташами к этому моменту, но при этом убеждён, что Риму прекрасно было известно одно: Павелич — тоталитарный диктатор, марионетка Гитлера и Муссолини, автор жестоких фашистских и антисемитских законов и сторонник насильственного обращения православных в католицизм.

### Джузеппе Марконе
В 1941 году Пий XII назначил Джузеппе Марконе апостольским делегатом в Хорватии, фактически сделав его нунцием (без официального назначения). Марконе сообщал в Рим об ужасных условиях обращения с евреями в Хорватии, вёл переговоры с хорватскими официальными лицами, а сам занимался вывозом еврейских детей в Турцию. Ватикан через Степинаца и Марконе оказывал давление на Павелича, чтобы тот остановил насилие. Когда же началась депортация евреев из Хорватии, оба потребовали объяснений от Андрии Артуковича. Мартин Гилберт, подводя итог деятельности Марконе, писал, что благодаря его своевременному вмешательству удалось спасти тысячи хорватских евреев.

## Последствия

### Отношения с Югославией
Независимое государство Хорватия перестало существовать 8 мая 1945 года, в день подписания капитуляции Германии. На развалинах королевской Югославии возникла новая страна — Социалистическая Федеративная Республика Югославия. Только часть территории была освобождена Красной Армией: в Хорватии и Словении югославы разгромили своих противников без помощи советских войск. Но даже несмотря на то, что партизаны враждовали с усташами, Ивлин Во писал в конце войны британскому МИДу и Пию XII, что Тито может попросту уничтожить католическую веру в стране: в опасности оказались 5 миллионов прихожан Римско-католической церкви. По свидетельству Фэйера, Тито решил ещё до окончания войны разобраться не только с усташами, но и с поддерживавшим их католическим духовенством.
Партизаны вымещали активно злость на католическом духовенстве, сотрудничавшем с усташами. Считается, что от рук партизан к февралю 1945 года были убиты 14 священников, к марту это число выросло до 160, а к концу года всего было убито 270 представителей духовенства. Во, посетивший социалистическую Хорватию после войны, писал, что задачу партизан облегчало то, что католическая церковь была скомпрометирована своим терпимым отношением к пронацистскому режиму усташей или даже его активной поддержкой. В особенности тяжело пришлось францисканцам: за годы войны было разрушено 15 монастырей. Возможно, по этой причине Ватикан долгое время не мог найти общий язык с СССР и его союзниками по Варшавскому договору. Но Пий XII сумел преодолеть некоторые разногласия с Югославией: отправка американского епископа Джозефа Патрика Хёрли стала первым шагом к установлению дипломатических отношений. Тито требовал отозвать Степинаца, осуждённого за свои преступления, в Рим, но папа предложил Степинацу лично выбрать свою судьбу, и тот решил остаться на родине.

### Крысиные тропы
Ряд нацистских деятелей спасся от суда, сбежав в Западную Европу и присоединившись к антикоммунистическому движению в обмен на замалчивание нацистской деятельности. США назвали подобные маршруты, по которым нацисты спасались от суда, «крысиными тропами». В Риме помощь хорватам оказывали австриец Алоиз Гудал и Понтификальный хорватский колледж святого Иеронима, которым руководил Крунослав Драганович. Согласно Фэйеру, лидеры усташей и поддерживавшие их священники во главе с епископом Иваном Шаричем сбежали из Хорватии с награбленным золотом и укрылись в Риме. А вот местонахождение Павелича не могла установить даже разведка. Агент Корпуса контрразведки Уильям Гоуэн, сын представителя США в Ватикане Франклина Гоуэна, лично искал Павелича, однако Святому Престолу подобная активность США не понравилась, и в итоге Гоуэн вынужден был покинуть территорию Ватикана.
По словам Фэйера, Пий XII некоторое время укрывал Павелича, предоставив ему убежище в 1946 году, и даже способствовал его перелёту в Южную Америку. За это время Пий XII и Анте Павелич договорились о начале единой борьбы против социалистической Югославии и стремлении создать чисто католическое государство на Балканах. В Аргентину Павелич попал уже в 1948 году: за его головой охотились агенты спецслужб США, СССР, СФРЮ и Италии, но Ватикан запретил любую разведывательную деятельность на своей территории. Как считал Фэйер, Ватикан опасался, что Тито покончит навсегда с влиянием римско-католической церкви в Югославии. Гебблтуэйт пишет, что Павелич выбрался в Рим в 1948 году из монастыря в Зальцбурге при помощи Драгановича, которого не останавливали никакие законы, и проживал под именем «отца Гомеса» в Латиноамерианском колледже Пия, пока по приглашению Хуана Перона не перебрался в Аргентину. Несмотря на то, что Анте Павелич так и не предстал перед судом, на него продолжила охотиться сербская эмиграция: Благое Йовович, сербский четник, 10 апреля 1957 года совершил на него покушение, выстрелив дважды. Павелич выжил, но получил два серьёзных ранения, которые подорвали его здоровье. Испания стала его последним убежищем, где Павелич умер 28 декабря 1959 года незадолго до операции: здоровье бывшего диктатора подорвали диабет и те два ранения.
В Понтификальном колледже в Риме скрывались десятки хорватов, в том числе и военных преступников. Ватикан с весны 1947 года усиливал давление на США и Великобританию, чтобы не допустить экстрадиции усташских преступников в Югославию. Специальный агент Гоуэн предупреждал, что Павелич, ненавидевший православие и коммунизм, заручился такими связями, что его арест может стать шоком для всего католического мира и вызвать массовые протесты. Но в основном Ватикан смущал не факт того, что Павелич пользовался «крысиными тропами», а возможная огласка неприглядных для церкви фактов на суде над ним, который в итоге так и не состоялся. Сам Пий XII не верил в справедливый суд над Павеличем и его сообщниками в Югославии. В те времена в числе военных преступников оказалось очень много религиозных деятелей: помимо Алоизие Степинаца, под суд пошли президент марионеточной Словакии Йозеф Тисо (его повесили), примас Венгрии Йожеф Миндсенти (который, однако, выступал против нацистов) и члены совета помощи евреям Польши «Жегота». Рим стал расценивать режим Тито как угрозу своим прихожанам в Хорватии, которых могли осудить по ложным обвинениям в коллаборационизме.

### Судебные процессы

#### Дело Рожмана
Грегорий Рожман стал первым католическим епископом, осуждённым за коллаборационизм. В августе 1946 года его заочно осудил военный трибунал Югославии: сам Рожман сбежал в США, где прожил остаток жизни, так и не представ перед судом, а в 2007 году Верховный суд Словении оправдал Рожмана по всем статьям. Британцы предлагали арестовать и выдать его югославам как сотрудничавшего с усташами, чего так и не случилось. Однако после Рожмана в руки правосудия попал и Степинац.

#### Дело Степинаца
Алоизие Степинац предстал перед югославским судом 26 сентября 1946 года. Гебблтуэйт назвал суд спектаклем с предрешённым приговором, не имевшим ничего общего с правосудием. Журнал Time в октябре 1946 года описывал судебные слушания следующим образом:

В Загребском спортивном зале, прекрасно освещённом для фотографов и 500 зрителей, завершался показательный судебный процесс над архиепископом Алоизие Степинацем и двенадцатью католическими священниками. Обвинённый маршалом Тито в совершении преступлений против человечества 48-летний глава пятого по величине в мире католического диоцеза … временно потерял самообладание. Он гневно указывал пальцем на суд и кричал: «Церковь в Югославии не только лишена свободы — скоро церковь будет уничтожена».
Оригинальный текст (англ.)In a Zagreb sports auditorium, brilliantly lit for photographers and 500 spectators, the show trial of Archbishop Aloysius Stepinac and twelve Catholic priests was rolling to a close. Charged by Marshal Tito with 'crimes against the people', the 48-year-old head of the world's fifth largest Catholic diocese ... temporarily lost his equanimity. He shook an angry finger at the court, cried: 'Not only does the church in Yugoslavia have no freedom, but in a short while the church will be annihilated.

Степинацу вменялись поддержка усташского правительства, призывы к насильственному окатоличиванию православных сербов и борьбе с партизанским движением. Тот отказался от услуг адвоката, признал свою вину и был приговорён к 16 годам лишения свободы. Фэйер считает, что Степинацу могли смягчить приговор, если бы тот сумел доказать, что не поддерживал насильственное окатоличивание, но по остальным пунктам он не мог себя оправдать. В защиту Степинаца Гебблтуэйт писал, что независимость Хорватии гарантировалась Атлантической хартией, согласно которой все нации имеют право на существование. Рональд Рыхляк назвал суд фарсом, который был направлен на очернение Католической церкви и доказательство её безоговорочной поддержки нацизма, и выразил сожаление, что антикатолическая пропаганда Югославии многими в мире была принята на веру. 13 октября 1946 года глава еврейской общины США Луис Брайер выступил в защиту Степинаца, заявив следующее:

Этот великий деятель Церкви был обвинён в том, что был нацистским коллаборационистом. Мы, евреи, это отрицаем. Он один из немногих, кто восстал в Европе против нацистской тирании в самый опасный момент. Он открыто и без страха выступал против расовых законов. После Его Святейшества Пия XII он был величайшим защитников угнетаемых в Европе евреев.
Оригинальный текст (англ.)This great man of the Church has been accused of being a Nazi collaborator. We, the Jews, deny it. He is one of the few men who rose in Europe against the Nazi tyranny precisely at the moment when it was most dangerous. He spoke openly and fearlessly against the racial laws. After His Holiness, Pius XII, he was the greatest defender of the persecuted Jews in Europe.

Архиепископ Степинац провёл 5 лет в тюрьме Лепоглава, пока условия его содержания не были заменены на домашний арест. Папа Пий XII ввёл Степинаца в Коллегию кардиналов в 1952 году. Фэйер, называя суд над Степинацем показательным, тем не менее, не отрицает его поддержку режима усташей и считает, что если бы Степинац посмел что-то сказать в ответ на обвинения, то его защита развалилась бы в одночасье и позволила бы открыть правду о поддержке Ватиканом преступника Павелича. Более того, Степинац разрешил хранить документы времён усташского режима в своей епископальной резиденции, включая те, в которых содержались сведения о приходе усташей к власти и свидетельства их военных преступлений.
Степинац в 1953 году вернулся домой в деревню Крашич, где прожил последние 7 лет жизни под домашним арестом и умер. В 1998 году Иоанн Павел II беатифицировал его, что вызвало массовые протесты среди православных сербов.

#### Дело Филиповича
В 1946 году перед судом предстал францисканец Мирослав Филипович, который был комендантом концлагерей Ясеновац и Стара-Градишка. Филипович обвинялся в массовом убийстве сербов и евреев: от его рук либо по его распоряжению с 1942 по 1943 годы в Ясеноваце погибли не менее 40 тысяч человек (преимущественно женщины, дети и старики), причём не менее 20 тысяч убитых были евреями по национальности. Все убийства совершались с особой жестокостью. Филипович признал свою вину, и суд приговорил его к повешению.

### Золото усташей
В Понтификальном колледже усташи спрятали огромные запасы золота, попавшие позднее в собственность Института религиозных дел (Банк Ватикана). Но по сравнению с золотом нацистской партии запасы усташского золота (на сумму в сотни тысяч долларов США) были очень небольшими. Фэйер считает, что Ватикану было прекрасно известно и понятно местонахождение золота.
Пережившие усташский террор и их потомки, проживавшие в Калифорнии, попытались через суд добиться возвращения золота, подав на Ватикан в суд при помощи судебной системы США. Банк Ватикана обвинялся в отмывании денег и сокрытии усташского золотого запаса, а также создании депозитов в Европе, Северной и Южной Америке и финансировании хорватской усташской миграции. В качестве основного доказательства истцы представили выдержку из так называемой «депеши Бигелоу» (отправленной Эмерсоном Бигелоу Гарольду Глэссеру, директору исследовательского отдела министерства финансов США 16 октября 1948 года. Ещё одним свидетельством стало сообщением агента УСС Уильяма Гоуэна о том, что полковник Иван Бабич вывез из Швейцарии в Понтификальный колледж 10 грузовиков с золотом. Несмотря на все старания, истцы проиграли дело.